# بني عرفجة (بني افتح)
بني عرفجة هي إحدى مشيخات المملكة المغربية، تتبع جغرافيا لإقليم تازة وإداريًا لبني افتح. يقدر عدد سكانها بـ 4001 نسمة حسب الإحصاء الرسمي للسكان والسكنى لسنة 2004.